# Movimento Khilafat
Il Movimento Khilafat (1919–1924) è stato un movimento politico panislamico nato in India e finalizzato a influenzare il governo britannico e proteggere l'Impero ottomano in seguito agli sconvolgimenti geopolitici in atto durante e dopo la prima guerra mondiale. 

## Storia
Per il suo carattere anti-imperialismo britannico fu appoggiato anche dal Mahatma Gandhi e dal "Movimento del Congresso", dominato dagli Induisti. 
In India divenne quindi parte del Movimento d'indipendenza indiano, alleandosi con il Congresso Nazionale Indiano. Nato in origine come espressione di solidarietà verso l'Impero ottomano in guerra contro l'Impero britannico, il movimento si organizzò con struttura propria sotto la guida del giornalista musulmano, educato a Oxford, Maulana Mohammad Ali Jouhar. Il movimento ebbe una sua sede fissa a Lucknow (India) con un suo manifesto (1920).
Il movimento, osteggiato dagli Arabi, fu oggetto di dibattito alla Conferenza di Londra del febbraio 1920. Dopo il Trattato di Sèvres (Agosto 1920), che sancì la spartizione dell'Impero ottomano e l'assegnazione alla Grecia di un ruolo egemone in Anatolia, il Movimento prese vigore per poi entrare in crisi definitiva dopo la perdita dell'appoggio della Turchia, sempre più orientata verso una linea laicista che portò all'abolizione del Sultanato e del Califfato.